# Bruno Magras
Bruno Magras (San Bartolomé, 9 de septiembre de 1951) es un político francés. 
Miembro de la Unión por un Movimiento Popular desde 1995, desde el 15 de julio de 2007 ha sido Presidente de la Federación de Saint-Barthélemy, ganando con el 72% de los votos. Fue reelegido el 19 de noviembre de 2010 por otros tres años.
Es miembro ex officio del Consejo Nacional de UMP1. También un hombre de negocios, fundador y CEO de St. Barth Commuter.